# ニード・フォー・スピードシリーズ
ニード・フォー・スピードシリーズ（Need for Speed Series）は、エレクトロニック・アーツから発売されているレースゲームシリーズ。略称はNFS。

## 概要
スポーツカーを改造するなどして主に公道を舞台に争うゲームで、実在するスポーツカーが多数登場し、エンジンなどを改造する点は他の同種ゲームにも見られるが、本シリーズにおいては部品交換により自動車の外観（形状やマーキング）をも大きく変更できるのが特徴である。
実在車種が多数登場し、映画『ワイルドスピード』シリーズのような違法レースの雰囲気とシステムを持つレースゲームとして進歩を重ね、ユーザーの支持を得ている人気シリーズである。但し、映画のワイルドスピードよりも、このゲームシリーズの方が長い歴史がある。
日本ではPC版は1作目からニード・フォー・スピードというタイトルで販売されているが、コンシューマー版は1作目から4作目まではオーバードライビンというタイトルで販売されていた。
2012年にドリームワークスが実写映画化を発表。2014年3月14日にアメリカで公開され、日本版は同年の6月7日に公開された。
2015年現在、シリーズ世界累計売上が1億5000万本に到達している。
2024年現在の最新作はニード・フォー・スピード アンバウンド（2022年12月2日発売）である。

## 経歴
ニード・フォー・スピードは当初カナダのバンクーバーにあるゲームスタジオ"ディスティンクティブ・ソフトウェア"（Distinctive Software）によって開発された。1991年、エレクトロニック・アーツに買収される前に同社は、Stuntsやテストドライブ IIなどの人気のあるレースゲームをすでに作っていた。EAに買収されると同時に同社はエレクトロニック・アーツ・カナダ(通称EAカナダ)に変名。同社は今までの経験を生かし、1992年後半ニード・フォー・スピード シリーズの開発を開始。EAカナダとEAシアトルは開発を続け、長年に渡りNFSシリーズのフランチャイズを拡大。2002年、シリーズ継続のためもう一つのバンクーバー拠点のゲーム会社Blackbox SoftwareがNeed for Speed: Hot Pursuit 2を開発。Blackboxはゲーム発売の直前エレクトロニック・アーツにより買収され、Electoronic Arts Blackboxと名前を変更。それ以来、EA BlackboxはNFSシリーズの主要なデベロッパーであったが、2013年にスタジオを閉鎖。2013年～2019年までGhost Games（現：EA Gothenburg）がフランチャイズを担当していたが、2020年からHot Pursuit（2010）とMost Wanted（2012）を手掛けたCriterion Gamesが以降のシリーズの開発を引き継ぐこととなった。
Need for Speed: V-RallyとNeed for Speed: V-Rally 2はエレクトロニック・アーツがインフォグラムからV-Rallyシリーズの北米におけるPlayStation版の販売権を得て、NFSシリーズとして展開していたものである。
一部のシリーズ作品には日本向けの特別版が存在する。また、アーケードゲーム化もされており、エレクトロニック・アーツが他社にライセンス許諾を出す形で開発・販売されている。

## シリーズ
- Road & Track Presents: The Need for Speed / オーバードライビン（1994年）

```
    オーバードライビン（1994年 3DO）
```

- - オーバードライビンDX（1996年 プレイステーション）
  - オーバードライビン GT-R（1996年 セガサターン）
  - オーバードライビン スカイラインメモリアル（1997年 プレイステーション）
- Need for Speed II / オーバードライビンII（1997年）
- Need for Speed III: Hot Pursuit / オーバードライビンIII（1998年）
- Need for Speed: High Stakes / Road Challenge / オーバードライビンIV（1999年）
- Need for Speed: Porsche Unleashed / Porsche 2000（2000年）
- Need for Speed: Hot Pursuit 2（2002年）
- Need for Speed: Underground（2003年）
  - Need for Speed: Underground J（2004年）
- Need for Speed: Underground 2（2004年）
  - Need for Speed: Underground 2 SHA_DO 車道（2005年）
- Need for Speed: Underground Rivals（2005年 PSP）
- Need for Speed: Most Wanted（2005年）
  - Need for Speed: Most Wanted 5-1-0（2005年 PSP）
- Need for Speed: Carbon（2006年）
  - Need for Speed: Carbon Own the City（2006年 PSP）
- Need for Speed: ProStreet（2007年）
- Need for Speed: Undercover（2008年）
- Need for Speed: Shift（2009年）
- Need for Speed: Nitro（2009年）
- Need for Speed: World（2010年）
- Need for Speed: Hot Pursuit（2010年）
  - Need for Speed: Hot Pursuit Remastered（2020年）
- Shift 2 Unleashed（2011年）
- Need for Speed: The Run（2011年）
- Need for Speed: Most Wanted（2012年）
  - Need for Speed: Most Wanted U（2013年）
- Need for Speed: Rivals（2013年）
- Need for Speed: No Limits（2015年）
- Need for Speed（2015年）
- Need for Speed: Edge（2016年）
- Need for Speed: Payback（2017年）
- Need for Speed: Heat（2019年）
- Need for Speed: Unbound（2022年）
- Need For Speed Mobile（2024年） - 7月11日中国先行配信、10月31日中国香港、マカオと台湾地区で配信が開始

### アーケードゲーム
- Need for Speed（2003年、Global VR） - 「Hot Pursuit 2」ベースの移植。
  - Need for Speed GT（2004年、Global VR） - 上述のバージョンアップ版。
- Need for Speed: Underground（2005年、Global VR） - 専用カードによるデータ保存に対応。日本ではコナミが輸入販売していた[4]。
- Need for Speed: Carbon（2008年、Global VR） - 専用カードによるデータ保存に対応。
- NFS Heat Takedown（2023年、Adrenaline Amusements）

### 関連作品
- Need for Speed: V-Rally（1997年）
- Need for Speed: V-Rally 2（1999年）
- Motor City Online（2001年） - 開発時のタイトルが「Need for Speed: Motor City」だった[5]。

## フォーラム
Need for Speedシリーズの公式フォーラム。主に次回作への意見や収録車種に関するトピックが設置されている。2012年のサイトリニューアルにより一旦は閉鎖されたが、2016年に再び開設された。